# Праведни калифат
Праведни калифат/халифат или Рашидунски калифат/халифат (арап. الخلافة الراشدية), назив је којим се описује арапска, односно исламска држава у периоду прва четири калифа од Мухамедове смрти 632., познатих и као праведни калифи. Пророк није оставио јасан закон о наслеђивању и о руковођењу муслиманске заједнице. Ипак, Куран је указао да владавину међу муслиманима треба да организује шура, што у преводу значи „саветовање“. Наком Мухамедове смрти главни град Исламске државе била је Медина.
На свом врхунцу се калифат простирао од Арапског полуострва, Леванта, Кавказа и северне Африке на западу, до Иранске висоравни и средње Азије на истоку. Представљао је највеће царство у историји до тог времена. Такође је представљао и једно од најбрже створених царстава у историји, с обзиром да је највећи део територија освојен у непуне две деценије након настанка, при чему је освојена Сасанидска Персија на истоку; а ослабљено Ромејско царство на западу. Освојена подручја су задржана упркос унутрашњим сукобима који су ескалирале у грађански рат који ће 661. довести до стварања Омејадске династије, односно лозе калифа који представљају насљеднике Праведног калифата.
Током свог постојања, Праведни калифат је био најмоћнија економска, културна и војна сила у западној Азији.
Калифат је настао након Мухамедове смрти у јуну 632. и касније расправе о сукцесији његовог вођства. Мухамедов пријатељ из детињства и блиски пратилац Абу Бакр (632–634), из клана Бану Таим, изабран је за првог калифу у Медини и он је започео освајање Арапског полуострва. Његова кратка владавина окончана је у августу 634. када је умро, а наследио га је Омар (634–644), његов именовани наследник из клана Бану Ади. Под Омаром, калифат се ширио великом брзином, заузимајући више од две трећине Византијског царства и скоро цело Сасанидско царство. Омар је убијен у новембру 644. и наследио га је Осман (644–656), члан клана Бану Умаја, кога је изабрао шесточлани комитет који је организовао Омар. Под Османом, калифат је завршио освајање Персије 651. године и наставио походе на византијске територије. Османова непотистичка политика донела му је жестоко противљење муслиманске елите и на крају су га убили побуњеници у јуну 656. године.
Касније га је наследио Али (656–661), члан Мухамедовог клана Бану Хашим, који је престоницу пренео у Куфу. Али је избио грађански рат пошто Османов рођак и гувернер Сирије Муавија (661–680) није признао његову власт, који је веровао да је Осман незаконито убијен и да његове убице треба да буду кажњене. Поред тога, трећа фракција позната као хариџити, који су били бивши присталице Алија, побунила се и против Алија и Муавије након што је одбијена арбитража у бици код Сифина. Рат је довео до распуштања Рашидунског калифата и успостављања Омејадског калифата 661. године од стране Муавије. Грађански рат је трајно учврстио поделу између сунитских и шиитских муслимана, при чему су муслимани шиити веровали да је Али први законити калиф и имам после Мухамеда, фаворизујући његову крвну везу са Мухамедом.
Рашидунски калифат карактерише двадесетпетогодишњи период брзе војне експанзије праћен петогодишњим периодом унутрашњих сукоба. Рашидунска армија је на свом врхунцу бројала више од 100.000 људи. До 650-их година, поред Арапског полуострва, калифат је покорио и Левант на северу, Северну Африку од Египта до данашњег Туниса на западу и Иранску висораван до делова централне и јужне Азије на истоку. Четири калифа Рашидуна бирало је мало бирачко тело које се састоји од истакнутих чланова племенске конфедерације Курејшија под називом схура.